# Phil Grande
Phil Grande (1958–2019) var en amerikansk blues- och rockgitarrist, mest känd för sitt samarbete med Joe Cocker och Michael Monroe.

## Biografi
Grande fick sitt genombrott som musiker år 1987, då sångarlegenden Joe Cocker blev uppmärksam på hans talanger och anställde honom som gitarrist på skivan Unchain My Heart (med tillhörande titelspårshit). Det skulle bli början på ett långt och gott samarbete (fyra skivor och många konserter). 1989 kom följande skiva One Night Of Sin (med Bryan Adams på rytmgitarr) och efter en liveskiva släpptes Night Calls, varefter Grande beslöt sig för att lämna gruppen för att koncentrera sig på annat.
Under tiden med Cocker utforskade Grande också sina rockigare sidor på New Yorks klubbscen. Bland annat blev han god vän med sångaren Michael Monroe och gick 1987 med i hans band Secret Chiefs. Chiefs spelade några konserter, men fungerade också i utvidgad version som musiker på Monroes första soloskiva Nights Are So Long. Grande medverkade också på Monroes mest framgångsrika soloalbum Not Fakin’ It (med bl.a. Kenny Aaronson, Ian Hunter och Thommy Price) och turnerade med Michael efter klavertrampet Jerusalem Slim 1992. Han hjälpte också Monroe att skriva många av sina låtar
1992 gick Grande med i bluesgitarristen Bo Weevils bluesband Vitamin Blue och fungerade som en mentor för den unga gitarristen, som år 2003 gav ut sin första skiva. Under 1990- och 2000-talet har Grande främst spelat i mindre blueskretsar, men har också lånat sin gitarr till artister som Peter Criss, Joe Bonamassa, Belinda Carlisle (på skivan A Woman & A Man, där också Per Gessle spelar), Bertie Higgins, Blue Öyster Cult och Southside Johnny. På 2000-talet grundade han också bandet Life Dot Com tillsammans med bl.a. Kenny Aaronson och Tommy Mandel. Jazz/rockbandet är en del av välgörenhetsprogrammet The Miracle of Music, som stöder fosterbarn, barn med specialbehov och fattiga barn i USA. De gav år 2000 ut skivan Beutiful, vars hela inköpspris oavkortat går till organisationen.

## Grandes band
- Joe Cocker
- Secret Chiefs
- Michael Monroe
- Vitamin Blue
- Life Dot Com

## Diskografi
- Unchain My Heart (Joe Cocker, 1987)
- Nights Are So Long (Michael Monroe, 1987)
- One Night Of Sin (Joe Cocker, 1989)
- Not Fakin’ It (Michael Monroe, 1989)
- Joe Cocker Live (Joe Cocker, 1990)
- Night Calls (Joe Cocker, 1991)
- Beautiful (Life Dot Com, 2000)